# Meli-mélodrame
Pour plus de détails, voir Fiche technique et Distribution.
Meli-mélodrame (Back Alley Oproar) est un court métrage d'animation américain de la série Merrie Melodies mettant en scène Elmer Fudd et Sylvestre le chat, réalisé par Friz Freleng et produit par la Warner Bros. Cartoons, sorti en 1948,. 
Le dessin animé reprend en grande part le scénario de Notes to You (La Sérénade de Porky, sorti en 1941) qui utilisait les personnages de Porky Pig et un chat noir et blanc chanteur.

## Synopsis
Alors qu'Elmer Fudd s'apprête à se coucher dans sa maison, le chat Sylvestre installe une partition sur un pupitre posé au sommet de la clôture du jardin. Il semble décidé à organiser un concert solo toute la nuit de la pleine lune. Après avoir trouvé le « la » avec un harmonica, il chante d'abord Largo al factotum du Barbier de Séville, énervant Elmer et le tenant constamment éveillé. Ce dernier lance divers objets en direction du chat, qui les évite tous, sauf le dernier. Le chat poursuit son tapage : il monte et descend en bottes l'escalier en chantant sur la Rhapsodie hongroise no 2 de Liszt. Elmer l'attrape, le ligote et lui met des baskets aux pattes. Mais Sylvestre recommence avec Some Sunday Morning (en). Porky lui lance à la tête le roman Thin man. Le chat lui envoie la suite : Return of the Thin man. Alors qu'Elmer ferme la fenêtre et croit en avoir fini, le chat lui téléphone et chante la finale. 
Elmer, excédé, fouille chez lui pour prendre un club de golf, pendant que le chat recouvre l'escalier de graisse et sème des clous. Elmer dérape sur les marches et s'enfonce les clous dans les pieds, puis revient par le même douleureux chemin afin de prendre un fusil à la place... et passe à nouveau sur les clous. Sylvestre reprend ses frasques : il chante You Never Know Where You're Goin' Till You Get There sur le toit. Il donne la partition à une grosse chatte tigrée, qui chante Carissima sur un air d'opéra. Elmer la faire taire en l'assommant avec la crosse de son fusil.
Elmer coince Sylvestre avec le fusil, mais son ennemi l'endort avec la berceuse (de Brahms) et l'amène au lit, le borde, puis revient en homme-orchestre et le lève brusquement en jouant Frat de John F. Barth (en). Elmer le poursuit, se heurte à une porte « surprise » après avoir essayé d'ouvrir la première. Il voit alors par la fenêtre Sylvestre ramer en bateau sur la palissade, chantant Moonlight Bay et The Sailor's Hornpipe (en). Il a l'idée de verser de l'alun dans une bouteille de lait qu'il présente au chat. Une fois assuré qu'Elmer ne va pas lui sauter dessus, Sylvestre boit le lait et revient chanter sur la palissade. Comme le lait devenu astringent lui réduit les cordes vocales (et la tête), il chante de plus en plus aigu. Le sommeil d'Elmer est encore interrompu par le chat qui persiste à chanter avec (You're Just An) Angel in Disguise (en), debout sur le tas d'ordures. Elmer vole de la dynamite d'un chantier et la place près du chat. Cependant, quand il allume la mèche, la charge explose instantanément et le tue en même temps que Sylvestre. Il se retrouve au ciel dans les nuages où il se croit enfin débarrassé du chat, mais s'élève un chœur fantomatique des neuf vies du chat qui chante Lucia di Lammermoor. L'esprit no  1 des chats vole au passage l'auréole d'Elmer. Ce dernier préfère sauter de son nuage (on entend le bruit de son écrasement au sol).

## Fiche technique
- Réalisation : Friz Freleng (comme I. Freleng)
- Scénario : Michael Maltese et Tedd Pierce
- Musique : Carl W. Stalling (comme Carl Stalling)
- Producteur : Edward Selzer (non crédité)
- Montage : Treg Brown (non crédité)
- Pays de production :  États-Unis
- Distribution : États-Unis :
  - Warner Bros. Cartoons, 1948 (cinéma)
  - Associated Artists Productions (AAP), 1956 (télévision)
  - Warner Home Video, 2004 (DVD)
- Langue : Anglais
- Durée : 7 minutes
- Format : Couleur Technicolor, 35 mm, son mono, rapport de forme : 1.37 : 1, procédé cinématographique : spherical
- Genre : Animation, comédie burlesque
- Dates de sortie :
  - États-Unis : 27 mars 1948
  - États-Unis : 5 février 1955 (nouvelle sortie)

### Animation
Animateurs :
- Ken Champin
- Gerry Chiniquy
- Manuel Perez
- Virgil Ross

Contrôle de l'animation :
- Steve Milman (non crédité)

Décors :
- Paul Julian (en)

Mise en place :
- Hawley Pratt

## Distribution
Voix originales :
- Mel Blanc : Sylvestre le chat

Ne sont pas au générique :
- Arthur Q. Bryan : Elmer Fudd
- Gloria Curran : chatte tigrée chanteuse
- Tudor Williams : chanteur basse

## Musiques
Source : IMDb
Aucune musique n'est citée au générique.
- Rhapsodie hongroise no 2

Musique par Franz Liszt. Chantée par Sylvestre le chat.
- Some Sunday Morning (en)

Musique par Maurice K. Jerome et Ray Heindorf, paroles de Ted Koehler. Chantée par Sylvestre le chat.
- You Never Know Where You're Goin' Till You Get There

Musique par Jule Styne, paroles par Sammy Cahn. Chantée par Sylvestre.
- Moonlight Bay

Musique par Percy Wenrich, paroles par Edward Madden. Chantée par Sylvestre.
- Angel in Disguise (en)

Musique par Stefan Weiß et Paul Mann, paroles par Kim Gannon. Chantée par Sylvestre.
- Sextuor de Lucia di Lammermoor

Musique par Gaetano Donizetti, paroles de Salvadore Cammarano. Chantée par les neufs âmes de Sylvestre à la fin.
- Wiegenlied (Bonsoir, bonne nuit, berceuse) Op. 49 No. 4

Par Johannes Brahms. Chantée par Sylvestre pour endormir.
- Sweet Dreams, Sweetheart

Musique par Maurice K. Jerome, paroles de Ted Koehler. Musique de fond sonore.
- Frat

Musique par John F. Barth (en). Chantée par Sylvestre en « chat-orchestre ».
- Carissima

Par Arthur A. Penn. Chantée par la chatte tigrée.
- Largo al factotum de Le Barbier de Séville

Musique par Gioachino Rossini, paroles de Cesare Sterbini. Chantée par Sylvestre.
- The Sailor's Hornpipe (en) (musique traditionnelle)